# Chapelle Saint-Aubin d'Heckbous
La chapelle Saint-Aubin, est un édifice religieux catholique sis à Heckbous, un hameau de Guirsch, dans le pays d’Arlon, en Belgique. Construite en 1732 et dédiée à saint Aubin la chapelle est classée au patrimoine de Wallonie depuis 1973. Sans être paroisse la chapelle est lieu de culte de la communauté locale. 

## Histoire
Construite en 1732 (et millésimée) la chapelle est d’une seule nef à plafond latté aboutissant à un chœur avec chevet à trois pans. Un clocheton à base carrée surmonte son entrée. La façade ne comprend aucune autre ouverture que la porte. 
A l’intérieur la statuaire est de genre polychrome avec statues de saint Aubin, saint Hippolyte et autres. Par mesure de sécurité certaines statues furent transférées au musée Gaspar d’Arlon. On y trouve des œuvres de l’artiste arlonais Jean-Pierre Huttert (1688-1753). 
Classée au patrimoine de Wallonie en 1973 la chapelle n’en était pas moins en mauvais état. Une restauration complète fut mise en route en 2016. Deux ans plus tard, en 2018, elle est rouverte au culte.